# Hertensteiner Gespräche
Die Hertensteiner Gespräche wurden 2016 zum siebzigsten Jubiläum des Hertensteiner Programms von der Europa-Union Heilbronn initiiert, um dessen Ideen und Ziele wieder bekannter zu machen und ggf. auch auf die heutigen Gegebenheiten anzupassen.

## Geschichte
Die Neuauflage der Hertensteiner Gespräche wurde anlässlich der Feierlichkeiten zum siebzigsten Jubiläum des Hertensteiner Programms am 21. September 2016 in Hertenstein LU (Schweiz) beschlossen.
Nach längeren Diskussionen um die Umsetzung und vor allem auch über deren Finanzierung wurde im Januar 2017 festgelegt, dass die Folgegespräche zuerst in Heilbronn stattfinden und später wieder in Hertenstein angesiedelt werden sollen. Dabei sollen sie kein lokales Ereignis bleiben, sondern ein gesamteuropäisches Vorhaben werden. Bereits mit den 2. Hertensteiner Gesprächen 2018 waren bis auf den Weltverband (Weltföderalisten – WFM) wieder sämtliche Ebenen der Europäischen Föderalisten bei den Gesprächen vertreten.
Die Grundlage aller Hertensteiner Gespräche ist dabei das Hertensteiner Programm. Die Europa-Union Heilbronn, ein Kreisverband der Europa-Union Baden-Württemberg und demzufolge auch der Europa-Union Deutschland, sowie eine Sektion der Union Europäischer Föderalisten, hat die Organisation der Hertensteiner Gespräche inne.
Seit 2023 sind die Europa-Union Kreisverbände Stuttgart und Mannheim Mitorganisatoren der Hertensteiner Gespräche. Zusätzlich kam noch Europe Direct Stuttgart mit hinzu.
2025 kommt die Europäische Bewegung Baden-Württemberg als Unterstützer mit hinzu.

## Selbstverständnis
Das Besondere an den Hertensteiner Gesprächen ist deren beabsichtigter Mangel an organisatorischer Professionalität. Sie werden ehrenamtlich und kostensparend organisiert. Bei der Vorbereitung werden möglichst nur die zwingend notwendigen Rahmendaten abgesteckt und nach Moderatoren gesucht, welche die unterschiedlichen Gesprächskreise begleiten, wobei der „rote Faden“ erhalten bleibt und in einer Nachbereitung der Gesprächsverlauf dokumentiert wird.
Die Hertensteiner Gespräche sollen in einer ersten Serie von insgesamt zwölf Gesprächsrunden über 12 Jahre dauern. Wobei bei den 11. Hertensteiner Gesprächen die zehn vorherigen Gesprächsergebnisse zusammengefasst und weiter ausdiskutiert werden sollen. Die 12. Hertensteiner Gespräche sollen dazu dienen, dass das Gesprächsprotokoll der 11. Hertensteiner Gespräche mit dem Ziel diskutiert wird, abschließend ein in die heutige Zeit transponiertes „Manifest“ zu beschließen.
Durch diesen transparenten und ergebnisoffenen Prozess soll den Teilnehmern nicht nur Demokratie schmackhafter gemacht, sondern allen Beteiligten die Ideen und Ziele des Hertensteiner Programms verdeutlicht werden.

## Themen
Bisher wurden die folgenden Themen in entsprechenden Gesprächskreisen behandelt und diskutiert. Weitere sind im Gespräch.
- Zukünftige Struktur der EU als Europäischer Bundesstaat (2017)
- Zukünftige Struktur der EU als Europäischer Bundesstaat, u. a. Föderalismus & Demokratie (2018)
- Notwendigkeit, Grundlagen, Arten und der ideale Föderalismus (2019)
- Religiöse / philosophische Grundlage der EU (2017)
- Rechtliche, religiöse und philosophische Grundlagen der EU (2018)
- Integration von nicht kompatiblen oder neu zugewanderten Bevölkerungsteilen (2017)
- Der soziale Aspekt oder die soziale Ausgestaltung Europas, u. a. Integration, Inklusion und Assimilation (2018)
- Das soziale Europa (2019)
- Notwendigkeit von Parteien für den gesellschaftlichen Interessenausgleich (2019)
- Der Mensch, seine Bedürfnisse und Ängste als Triebfeder und Grenze von Politik (2018 und 2019)
- Quo vadis Europa?! (2017)
- Geschichte der Europäischen Idee und der Europäischen Föderalisten (2019)
- Wir bringen die europäische Bürgerschaft zusammen! Möglichkeiten für Begegnungen am Beispiel Frankreichs nutzen (2020)
- Europa als Projekt – was heißt das für die Europäer von heute? (2020)
- Europäische Geld- und Fiskalpolitik (2020)
- Wir sind nicht alleine! – Vernetzung und Wirkkraft Europäischer Föderalisten (2020)
- Die bevorstehende EU-Zukunftskonferenz – Vorstufe für einen neuen Verfassungskonvent für Europa? (2020)
- Die Europäische Bürgerinitiative – Was wir nach knapp 10 Jahren wissen (2021)
- Was hat die Coronakrise mit dem europäischen Selbstbewusstsein der Europäer gemacht? (2021)
- Die Bedeutung der transatlantischen Beziehungen für Europa (2021)
- Warum benötigen wir die Vereinigten Staaten von Europa so schnell wie möglich? (2021)
- Europa im Krieg!?! (2022)
- Welche europäische ‚Zeitenwende‘ brauchen wir Europäer? (2022)
- Ist der Strategische Kompass der EU richtig kalibriert? (2022)
- Die europäische Verteidigung nach dem Krieg in der Ukraine (2022)
- Auswirkungen auf die europäische Weltraumpolitik (2022)
- EU und USA – Wie weiter mit den transatlantischen Beziehungen? (2023)
- Die Wahlen zum Europäischen Parlament 2024. Auf dem Weg zur Konstituante? (2023)
- Europa jetzt? – Encounter (2023)
- Europa und die neue Welt(un)ordnung (2023)
- Föderalistisches Forum: Demokratisches Europa (2023)
- Föderalistisches Forum: Sicheres Europa (2023)
- Föderalistisches Forum: Nachhaltiges Europa (2023)
- Quo vadis Transatlantik? – Europa nach und die USA vor der Wahl (2024)
- Europa unsere Hoffnung (2024)
- Integration und Kultur (2024)
- Verhältnis EU / Schweiz (2024)
- Wie geht es weiter im Weimarer Dreieck? Chancen und Herausforderungen (2024)
- Fake News und Verschwörungstheorien (2024)
- Ergebnisse der Wahlen zum Europäischen Parlament (2024)
- Der EU-Finanzrahmen nach 2027 – Weichenstellungen für die EU-Politik (2024)

Während COVID-19 wurde von der Europa-Union eine Foren-Seite eingerichtet, welche es (potentiellen) Gesprächsteilnehmern ermöglichte, sich bereits im Vorfeld zu den nächsten Gesprächen mit den aktuell vorhandenen und auch zukünftigen Gesprächsthemen auseinanderzusetzen oder die bei den Hertensteiner Gesprächen aufgegriffenen Fäden weiter zu knüpfen. Dabei dienten die Foren als virtuelle Ergänzung der Hertensteiner Gespräche.

## Kritik
Die Hertensteiner Gespräche unterliegen derzeit einem Hauptkritikpunkt, nämlich der dort verwendeten Sprache. Da sie von Anbeginn eine europäische Angelegenheit sind, wird seitens potentieller Teilnehmer Englisch des Öfteren als Arbeitssprache angemahnt. Die Organisatoren hingegen erwidern, dass Englisch ohne Weiteres bei den Gesprächen Anwendung finden kann, dies aber von den derzeitigen Teilnehmern nicht bzw. kaum nachgefragt wird. Die zu verwendenden Arbeitssprachen sind noch offen.
Sollte im Vorfeld der kommenden Hertensteiner Gespräche ein Bedarf an englisch- oder gar französischsprachigen Gesprächskreisen gefordert und auch nachgewiesen werden, sind die Organisatoren bereit, diesen Forderungen nachzukommen. Es sind jeweilige Gesprächskreise grundsätzlich in allen Sprachen denkbar; es sollte sich im Anschluss aber jemand finden, der die Gesprächsergebnisse in einer der drei EU-Arbeitssprachen festhält.
Bei den 6. Hertensteiner Gesprächen (2022) gab es erstmals einen Französisch sprechenden Moderator, der von einer Dolmetscherin unterstützt wurde.

## Prominente Teilnehmer
Die Hertensteiner Gespräche sollen hierarchiefrei und von Bürgern für Bürger organisiert sein. Von Anfang an nehmen auch Personen des öffentlichen Lebens daran teil.
Unter anderem nahmen teil: Franziska Brantner MdB (Bündnis 90/Die Grünen), Sebastian Cuny MdL (SPD), Evelyne Gebhardt MdEP (SPD), Fabian Gramling MdB (CDU), Friedlinde Gurr-Hirsch MdL (CDU), Michael Georg Link MdB (FDP), Josip Juratovic MdB (SPD), Chantal Kopf MdB (Bündnis 90/Die Grünen), René Repasi MdEP (SPD), Nico Weinmann MdL (FDP), Thomas Mann (Politiker, 1946) MdEP (CDU), Christian Moos, (Generalsekretär der Europa-Union Deutschland), Andrea Wechsler MdEP (CDU) und Rainer Wieland MdEP (CDU).